# Julia Burgers-Drost
Julia Burgers-Drost (Dieren, 17 april 1938 – Sneek, 17 januari 2013) was een Nederlands schrijfster, ook bekend onder de pseudoniemen Evelien Overbosch en Judith de Man-Hovius. Burgers-Drost schreef bijna 100 boeken, grotendeels familieromans, waarbij de personages de christelijke waarden en normen meekregen. In totaal werden ongeveer een miljoen exemplaren van haar werk verkocht.

## Loopbaan
Burgers-Drost was oorspronkelijk kleuterleidster van beroep. Zij trouwde in 1965. Zij publiceerde in de jaren zeventig en tachtig  van de twintigste eeuw gedichten en verhalen in kranten en tijdschriften, waaronder kerkbladen. Ook schreef ze meer dan honderd boeken, vooral familieromans.
Ze publiceerde in de jaren 70 en 80 korte verhalen in diverse kranten en gedichten in kerkbladen.
Haar eerste roman, Wachten op de oogst, verscheen in 1983. Boeken die zij schreef waren onder meer Als twee druppels water (2004), de Oldhoff Trilogie (2004), Annerieke (2009) en Onzichtbare wegen (2010). Haar grote oeuvre bereikte zij door drie boeken per winter te schrijven; haar uitgeverij Kok beschreef haar werk als "romantische fictie, waarin hedendaagse thema's en levensvragen voorkwamen".
Julia Burgers-Drost was een familiemens. Met haar man Freek Burgers kreeg ze drie kinderen.Het gezin woonde in Eerbeek, Brummen en Beekbergen. Sinds 1988 woonde ze met haar echtgenoot in het Friese Nijland. Haar dochter voltooide een trilogie van haar moeder met de titel  Niet alleen, maar samen.
Ze overleed onverwachts op 74-jarige leeftijd. Postuum verschenen nog drie romans, namelijk Vlucht naar de vrijheid, Het licht breekt door en De gouden greep.
De schrijfster werd op 24 januari 2013 in Ermelo begraven.